# دودة الزاحف الإفريقي
الزاحف الأفريقي (بالإنجليزية: African Nightcrawler)‏، (الاسم العلمي: Eudrilus eugeniae)، هو من الأنواع الأصلية لدودة الأرض في غرب أفريقيا الاستوائية والآن هو منتشر على نطاق واسع في المناطق الحارة وهي تباع في المقام الأول كدودة طعم. تعد ديدان زاحف الليل أفضل في الصيد من باقي الديدان.مشكلة ديدان زاحف الليل أنها يمكن أن تتغذي علي جذور النباتات لذا يجب أن يستخدموا فقط في أنظمة الكومبوست الموجودة في أجزاء من العالم ذات النظم الإيكولوجية للغابات في غرب أفريقيا الشمالية وفي المناطق المدارية أو في مزارع الدود. [1][2]

## النمو
تزدهر الخصوبة والنمو وإنتاج الكتلة الحيوية عند 25 مئوية أكثر بكثير من 15 درجة أو 20 درجة أو 30 درجة (25   درجة مئوية = 77 فهرنهايت).
كلما انخفضت الكثافة السكانية لمستعمرات الدود زاد نمو الدود، ولكن يحدث أكبر إنتاج للكتلة الحيوية لدود الأرض بأعلى كثافة سكانية.
يتم الحصول على أكبر عدد من شرانق كل أسبوع وعدد من البيض لكل شرنقة في 25   درجة مئوية. شرنقة الزاحف الأفريقي تفقس في 12 يومًا فقط عند 25 درجة، والديدان تصل إلى مرحلة النضج الجنسي في أقل من 35 يومًا بعد الفقس.
يمكن أن تنتج ديدان زاحف الليل الأفريقي شرانق حتي 3.5 شرنقة بالأسبوع وكل شرنقة تحتوي علي حوالي 2-7 من البيض
سميت الدودة باسم (Eudrilus eugeniae) على اسم سفينة الإستكشاف السويدية ‘Eugenie’ التابعة للفيزيائي وعالم الحيوان والطبيب البيطري يوهان غوستاف هيلمار كينبرج

## دورة الحياة
طوال دورة حياتها، تنمو دودة الزاحف الأفريقي بسرعة أكبر بكثير من الدودة الحمراء (الريد ويجلر)، في ظروف بيئية مماثلة. إن دودة زاحف الليل الأفريقي تنمو جيدًا عند درجة حرارة 24-30 درجة مئوية (75-86 فهرنهايت). الحد الأقصى لوزن الدودة حوالي 2.5 غرام في غضون 8-10 أسابيع.
تحتوي دودة زاحف الليل الأفريقي على لمعان رمادي وزهري والأجزاء الخلفية مدببة بالتساوي إلى حد ما.أما الدودة الحمراء فتحتوي علي لمعان برتقالي غامق وبني.